# Aricia quadripuncta
Aricia quadripuncta är en fjärilsart som beskrevs av Tutt 1896. Aricia quadripuncta ingår i släktet Aricia och familjen juvelvingar. Inga underarter finns listade i Catalogue of Life.